# Alliopsis dentiventris
Alliopsis dentiventris este o specie de muște din genul Alliopsis, familia Anthomyiidae. A fost descrisă pentru prima dată de Ringdahl în anul 1918. Conform Catalogue of Life specia Alliopsis dentiventris nu are subspecii cunoscute.